# Neoplax ophiodes
Neoplax ophiodes is een slangster uit de familie Ophiomyxidae.
De wetenschappelijke naam van de soort werd in 1884 gepubliceerd door Francis Jeffrey Bell.